# Aselefech Mergia
Aselefech Mergia (1985. január 23. –) etióp atlétanő, maratonfutó.
A kínai Hszüe Paj, valamint a japán Ozaki Josimi mögött bronzérmes lett a 2009-es berlini világbajnokságon a maratoni futás számában.

## Egyéni legjobbjai
- 1500 méter - 4:23,39
- 3000 méter - 8:54,42
- 5000 méter - 15:14,21
- 10 kilométer - 31:25
- 15 kilométer - 47:53
- 20 kilométer - 1:06:33
- Félmaraton - 1:07:48
- 25 kilométer - 1:24:23
- 30 kilométer - 1:41:52
- Maraton - 2:25:02